# Goatse.cx
Goatse.cx, também referido apenas como "Goatse", foi um shock site ("site chocante") da Internet. Sua página principal continha uma imagem denominada como "hello.jpg", que mostrava um homem nu esticando seu ânus com duas mãos para uma largura aproximada de sua mão, a massa muscular do ânus era claramente visível. Abaixo do seu ânus esticado, seu pênis era também visível assim como uma aliança dourada na mão esquerda. O site foi popular por causa da imagem extremamente chocante. Mesmo após o site ter sido retirado do ar em 2004, seu conteúdo, por hospedagem externa, ainda é espalhado pela internet, gerando um meme.

## Conteúdo
Goatse.cx continha quatro seções, duas das quais possuiam imagens notáveis pelo seu valor ofensivo.
- Receiver - Era a página principal do site, a página continha a imagem "hello.jpg", originalmente nomeada como "gap3.jpg".
- Giver - Uma foto editada que mostrava um homem deitado num barco com um pênis absurdamente grande.
- Uma página feedback que continha emails de outros usuários do site.
- Uma página "Contrib", que era uma coleção de imagens de paródias da imagem "hello.jpg", todas enviadas por usuários.[2]
- Link http://www.goatse.info/#

## A suspensão do domínio e a venda do domínio
Em 14 de janeiro de 2004, o domínio goatse.cx foi suspenso pela Christmas Island Internet Administration por violações das regras do domínio, mas o site continha mirrors que ainda estão disponíveis, permanecendo em exibição em muitos outros sites.
Em janeiro de 2007, a Christmas Island Internet Administration recolocou o domínio a venda. Ele foi posteriormente registrado em 16 de janeiro através da Variomedia.
Foi anunciado que o domínio goatse.cx teria sido leiloado em 30 de abril de 2007 para um comprador desconhecido. De acordo com a SEOBidding.com, um leilão anterior terminou com lances falsos de modo que o leilão foi novamente reativado. Mais uma vez o leilão foi vendido por lances falsos, e por isso, em julho, a SEOBidding.com anunciou que o site seria vendido por US$500.000 e que a ações jurídicas seriam movidas contra os candidatos falsos.
Em 16 de maio de 2010, o site estava novamente ativo, com um anúncio dizendo:
A página mostrava uma representação estilizada da "hello.jpg", que exibia um par de mãos robóticas "alargando" uma parede metálica.[carece de fontes?] Em maio do mesmo ano, a página reapareceu com um suposto serviço de e-mail, mas apresentando um desenho com duas mãos rasgando o papel e dentro um envelope de correio.